# Arlequin (Picasso, 1923)
Pour les articles homonymes, voir Arlequin (homonymie).
Arlequin (Le peintre Salvado en arlequin) est une peinture réalisée par Pablo Picasso en 1923. Il s'agit d'une huile sur toile de 130 × 97 cm, léguée par la baronne Éva Gourgaud en 1965, et exposée au musée national d'Art moderne du centre Georges-Pompidou à Paris.

## Description
Il s'agit d'un portrait du peintre Joaquín Salvado en habit d'arlequin. Seule l'épaule droite du déguisement est colorée, le reste du costume étant laissé blanc comme pour simuler une œuvre inachevée, soulignant ainsi la précision et la virtuosité du dessin.